# Institut für Radioastronomie im Millimeterbereich
Das Institut für Radioastronomie im Millimeterbereich (IRAM, französisch Institut de radioastronomie millimétrique) ist eine internationale Forschungsorganisation für Millimeter- und Submillimeterastronomie mit Hauptsitz in Grenoble, Frankreich.
IRAM wurde 1979 gegründet und wird in deutsch-französisch-spanischer Zusammenarbeit betrieben. Trägerorganisationen sind die Max-Planck-Gesellschaft (MPG), das französische Centre national de la recherche scientifique (CNRS) und das spanische Instituto Geográfico Nacional (IGN). IRAM betreibt zwei Observatorien für Radioastronomie, ein 30-m-Teleskop in Spanien und ein Interferometer in Frankreich. Beide befinden sich auf Bergen mit über 2500 m Höhe, in der die Durchlässigkeit der Erdatmosphäre für Radiowellen von 1 bis 3 mm Wellenlänge besser ist als in niedrigeren Höhen. An den zwei Observatorien sind 120 Wissenschaftler, Ingenieure und Techniker aus insgesamt zehn Ländern beschäftigt.

## 30-m-Teleskop auf dem Pico del Veleta

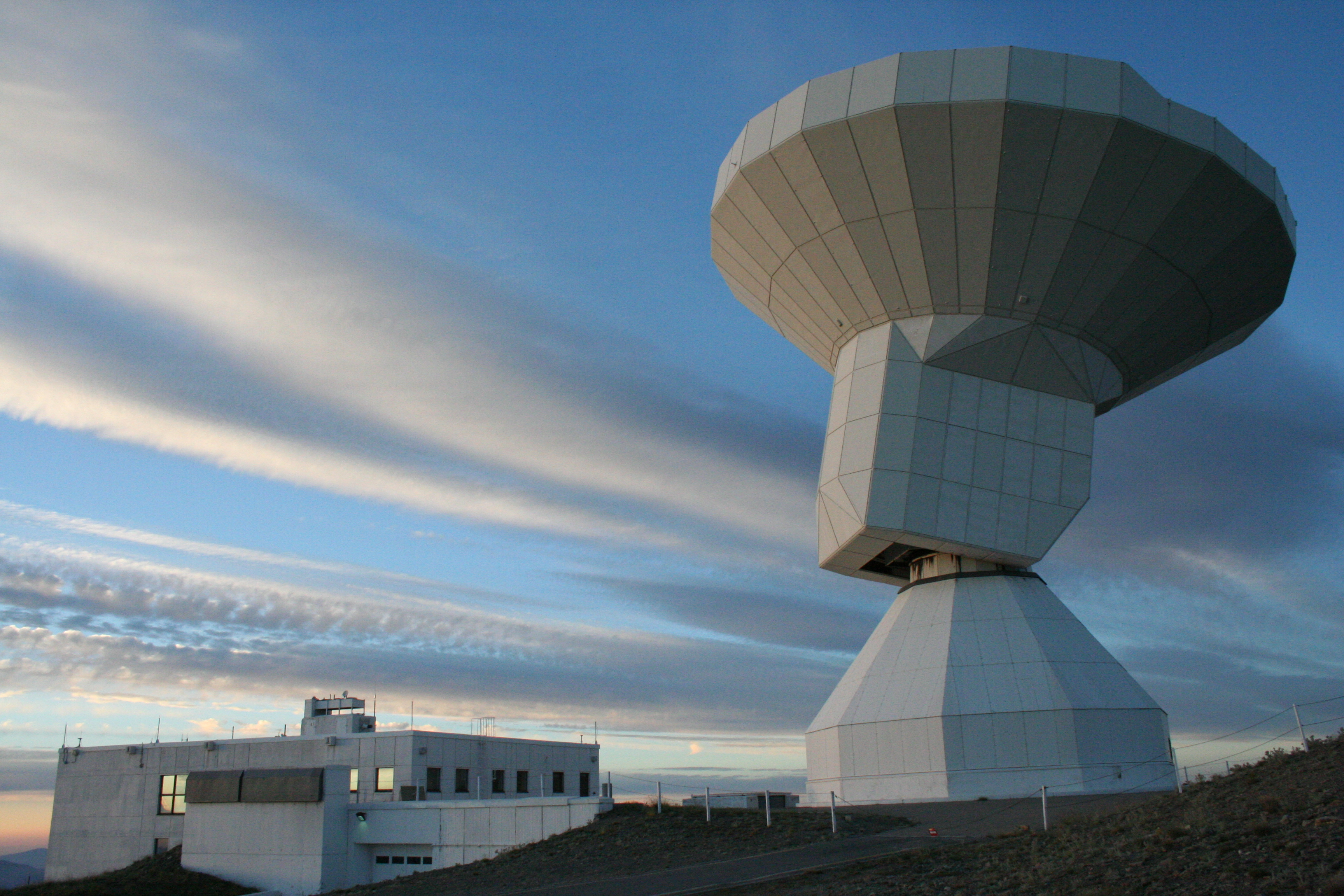
Pico del Veleta, 30-m-Einzel-Teleskop, Juli 2007

Dieses Einzelteleskop mit 30 m Reflektordurchmesser hat seinen Standort in 2920 m Höhe in der Nähe des Pico del Veleta in der Sierra Nevada in Südspanien, etwa 50 km südöstlich von Granada. Von den 1980er Jahren bis zur vollen Inbetriebnahme des Large Millimeter Telescope 2018 in Mexiko war es das weltgrößte Radioteleskop für den Wellenlängenbereich von 4 mm bis hinunter zu 1 mm (entsprechend einem Frequenzbereich von 72 bis 300 GHz). Es gilt als eines der empfindlichsten Radioteleskope der Welt für Messungen bei kürzeren Millimeterwellenlängen.
Es ist Teil des Projekts Event Horizon Telescope und ist eines der Teleskope des weltweiten Netzwerks aus acht Radioteleskopen, mit dem 2017 (veröffentlicht im April 2019) die ersten direkten Bilder eines schwarzen Lochs (des supermassiven schwarzen Lochs in M 87) gelangen. Schwarze Löcher wurden im Zentrum von Galaxien nachgewiesen. 2024 gelang es in einem Pilotexperiment mit Submillimeter-Beobachtungen mit einer Wellenlänge von unter 0,87 mm mittels der Vernetzung der acht Radioteleskope auf der ganzen Welt supermassereiche Schwarze Löcher und die Strahlung aus ihrer unmittelbaren Umgebung abzubilden.

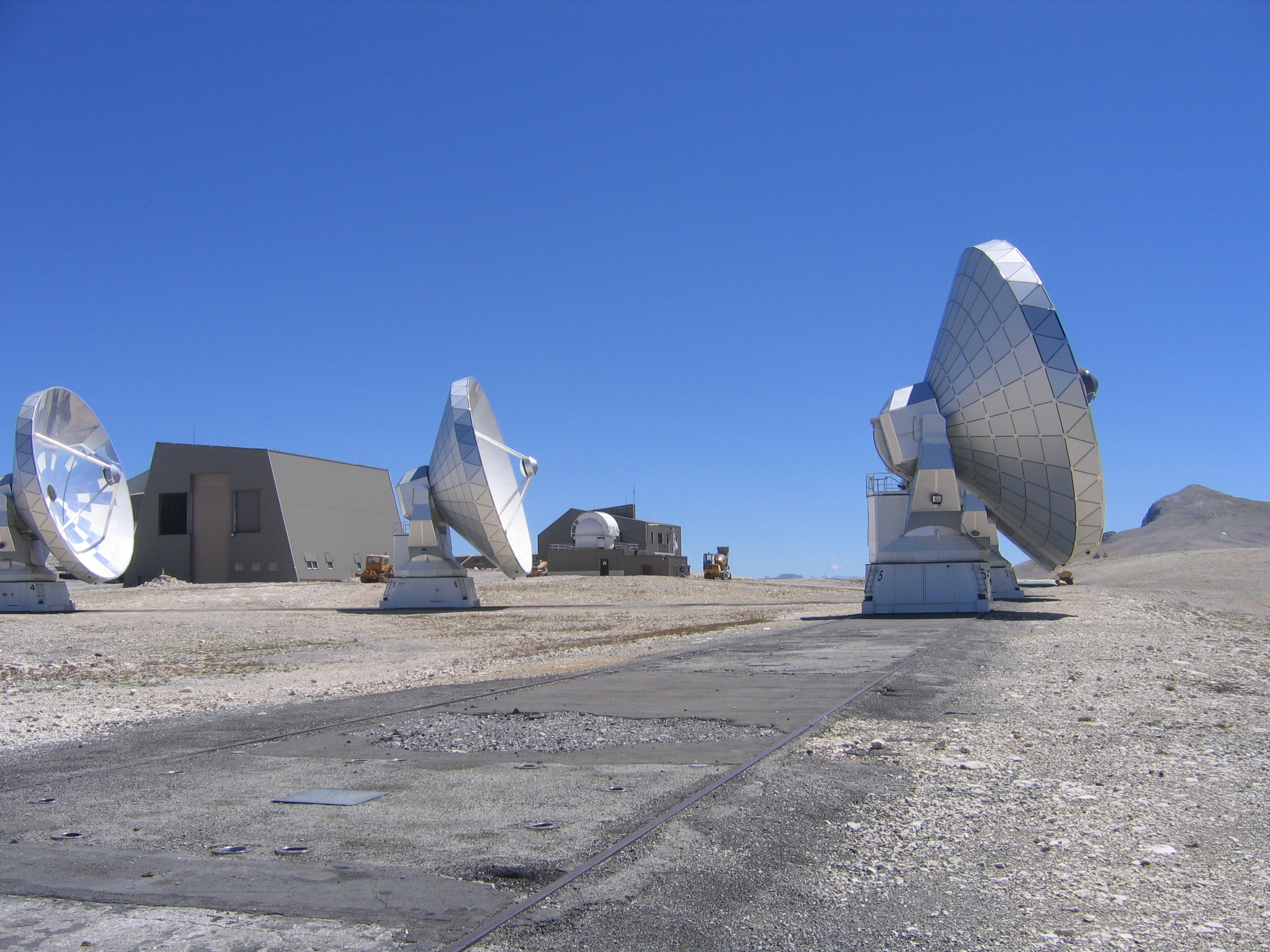
Antennen, Wartungshangar (links), Zentralgebäude mit Seilbahnstation (Mitte)

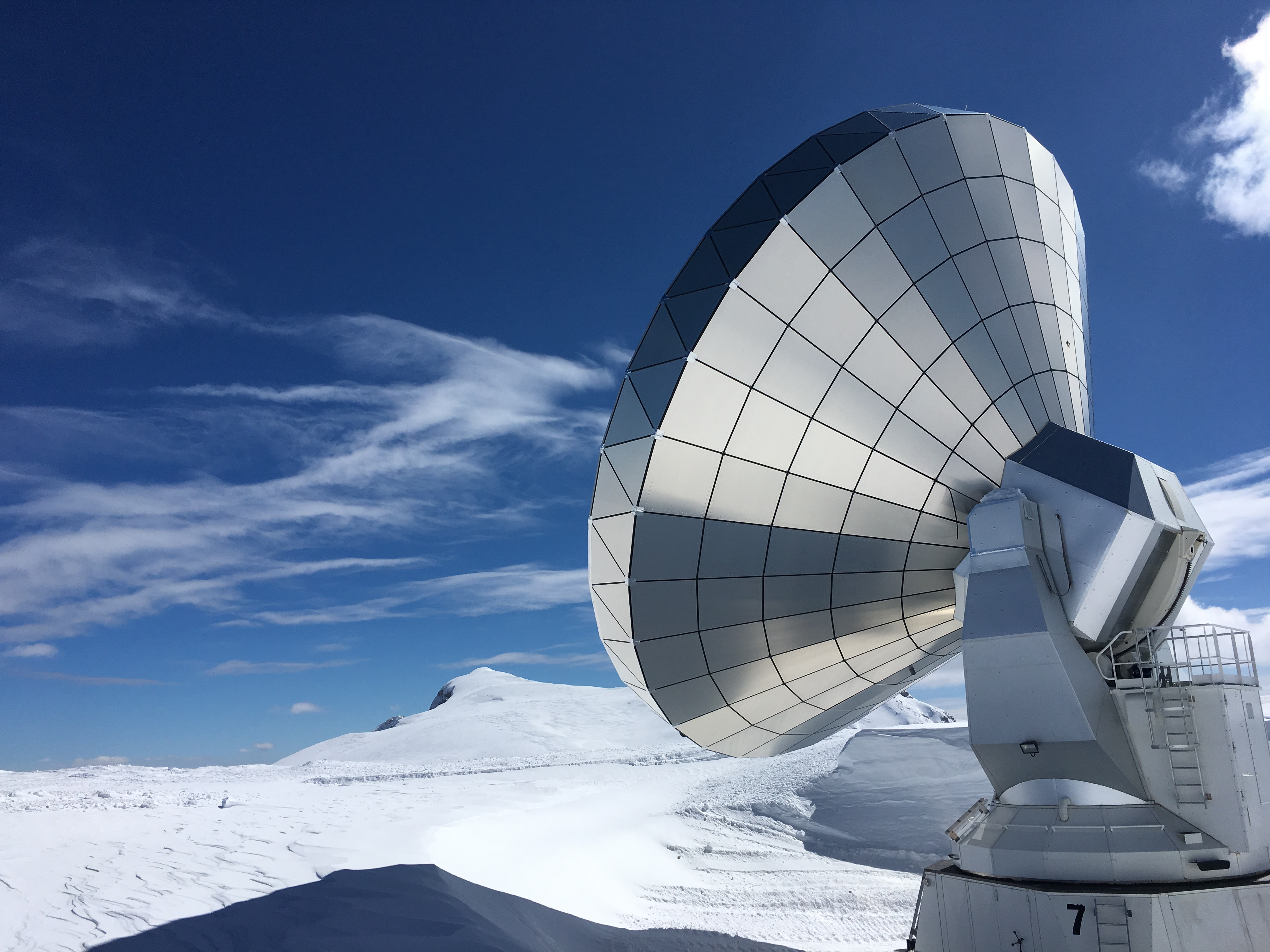
Eine von 12 Interferometer-Antennen mit 15 m Durchmesser, 2018

37° 4′ N, 3° 24′ W

## NOEMA Millimeter-Interferometer auf dem Plateau de Bure
Das NOEMA-Radiointerferometer ist seit 1988 auf der Gipfelebene des 2550 m hohen Plateau de Bure, in Saint-Étienne-en-Dévoluy bei Gap in den französischen Alpen installiert. Seine offizielle deutsche Bezeichnung ist „NOEMA-Radioteleskop“. NOEMA ist die Abkürzung für „Northern Extended Millimeter Array“. Die Teleskopanlage besteht aus mehreren auf Gleisen (tracks) verfahrbaren Antennen mit je 15 m Durchmesser. Die Anlage dient zu Beobachtungen mit hoher Winkelauflösung bei Wellenlängen von 1, 2 und 3 mm. Mit größten Entfernungen zwischen den Antennen von derzeit 760 m wird eine Winkelauflösung bis zu 0,4 Bogensekunden erreicht. Mit dem NOEMA-Radioobservatorium lässt sich gleichzeitig eine große Anzahl von Signaturen, sogenannte Fingerabdrücke von Molekülen und Atomen aufspüren und messen. Das Radioteleskop eignet sich deshalb für exakte Untersuchungen von Bausteinen und kalter Materie im Interstellaren Raum. Auf diese Weise ist das Observatorium in der Lage, Licht von kosmischen Objekten, das mehr als 13 Milliarden Jahre zur Erde unterwegs war, einzufangen und zu definieren.
Ausgestattet ist das Teleskop mit hochempfindlichen Empfangssystemen, die nahe an der Quantengrenze arbeiten. Bei Beobachtungeinsätzen agieren die Antennen des Observatoriums wie ein einziges Teleskop, die Technik wird als Interferometrie bezeichnet. Sobald alle Antennen auf ein und dieselbe Region des Weltraums oder ein bestimmtest Objekt gerichtet wurden, werden die von den Antennen empfangenen Signale mithilfe eines Supercomputers zusammen geschaltet. Die damit erreichte Detailauflösung entspricht der eines riesigen Teleskops, dessen Durchmesser dem Abstand zwischen den äußersten Antennen entspricht.
Ursprünglich waren 6 Antennen vorhanden. Bis 2020 erfolgte der Ausbau auf 11 Antennen, 2022 wurde die zwölfte Antenne eingebaut. Die Antennen haben jeweils Schüsselform mit einem Durchmesser von 15 Metern. Sie sind schwenk- und drehbar und werden bei den Messungen alle in dieselbe Richtung am Himmel ausgerichtet.
Die Gleise, auf denen die Basen der Teleskope verschoben werden können, haben etwa 6 m Mittenabstand der Schienen. Das längere Gleis verläuft etwa west-ost-wärts (in Richtung Halb 4 Uhr). Bei etwa 30 % seiner Länge zweigt im Winkel von etwa 80° ein weiteres Hauptgleis nach links nach Norden ab. Auf einer Teilstrecke von etwa 100 m, bis zur Abzweigung nach rechts zum Hangar erlaubt ein paralleles Gleis hier das Rangieren, ebenso zwei recht kurze Gleisstumpfe, die rechtwinkelig vom langen Gleis etwa nordwärts führen. Die Einfahrt einer Antenne erfolgt auf der Westseite des Hangars, wo Tore für eine kreuzförmige Öffnung aufgeschoben werden können. Im Hangar kann zumindest eine Antenne witterungsgeschützt gewartet werden.
Zum Ausbau der Gleistrassen wurden 2 Planierraupen eingesetzt. Nach dem 2022 erweiterten Gleisausbau und dem Einbau der zwölften Antenne hat das Noema-Radioteleskop acht Jahre nach seiner Einweihung seine volle Leistungsfähigkeit erreicht. Die jeweilige Anordnung der inzwischen auf 12 Antennen erweiterten Anlage erstreckt sich über Entfernungen von einigen hundert Metern bis hin zu nunmehr 1,7 Kilometern. Damit funktioniert das Netzwerk wie eine Kamera mit variablem Objektiv. Je weiter die Antennen voneinander entfernt sind, desto stärker der Zoom: Dank der zwölf 15-Meter-Antennen ist die maximale räumliche Auflösung des Teleskops nun so hoch, dass es in der Lage wäre, ein Mobiltelefon aus einer Distanz von mehr als 500 Kilometern zu definieren.
Im Verbund mit dem Event Horizon Telescope (EHT), erstellte NOEMA 2019 das erste Bild eines schwarzen Lochs und publizierte im Mai 2022 das Bild des Schwarzen Lochs im Zentrum unserer Galaxie. Darüber hinaus hat NOEMA eine Reihe bedeutender wissenschaftlicher Entdeckungen und Ergebnisse hervor gebracht. Ein Beispiel ist die Beobachtung der bisher entferntesten bekannten Galaxie, die kurz nach dem Urknall entstand. Zudem gelang es im Rahmen von NOEMA die Temperatur der kosmischen Hintergrundstrahlung in einer sehr frühen Phase des Universums zu messen. Auf diesem Weg soll es ermöglicht werden, Auswirkungen der Dunklen Energie nachzuzeichnen, die das All auseinandertreibt.
Der Hauptzugang zum Observatorium auf dem Plateau de Bure, in Saint-Étienne-en-Dévoluy bei Gap in den französischen Alpen führt über eine nichtöffentliche Gondelbahn etwa aus Richtung Nordost. Es gab die Seilbahn betreffend ein trauriges Ereignis: Am 1. Juli 1999 stürzte eine Gondel 80 m tief ab, wobei alle 20 Passagiere, Forscher, Techniker, Bau- und Reinigungspersonal, alle aus Frankreich, starben.
44° 38′ N, 5° 54′ O

## Institut in Talorten
Institutseinrichtungen befinden sich in Saint-Martin-d’Hères bei Grenoble (Frankreich, Headquarters) und Granada (Spanien). Sie dienen der technischen Entwicklung und Unterstützung, Verwaltung und wissenschaftlichen Nutzung.